# Carl Moberg (regissör)
Carl Moberg, född 7 januari 1982, är en svensk filmskapare.
Han driver sedan 2008 bolaget Normalfilm och är verksam både inom dokumentär- och fiktionsgenren.
Spelfilmen "Tusen timmar" (Tusind timer), Mobergs långfilmsdebut, hade världspremiär i den officiella sektionen av Roms filmfestival Roma Cinemafest 2021. Filmen släpptes på bio I Danmark 2022 och i en mindre release i Sverige samma år. Tusen timmar är en dansk historia och en musikfilm som utspelar sig i Köpenhamn och Berlin. Kombinationen av det danska och svenska har blivit ett signum för Moberg på senare år.
Innan debutlångfilmen skrev och regisserade Carl en rad kortfilmer, varav flera tillhör Sveriges mest populära dramakortfilmer online.
Moberg är uppväxt i Ystad och utbildad vid filmlinjen på Skurups folkhögskola.